# Henry Mălineanu
 (février 2021).
La mise en forme du texte ne suit pas les recommandations de Wikipédia : il faut le « wikifier ».
Les points d'amélioration suivants sont les cas les plus fréquents. Le détail des points à revoir est peut-être précisé sur la page de discussion.
- Les titres sont pré-formatés par le logiciel. Ils ne sont ni en capitales, ni en gras.
- Le texte ne doit pas être écrit en capitales (les noms de famille non plus), ni en gras, ni en italique, ni en « petit »…
- Le gras n'est utilisé que pour surligner le titre de l'article dans l'introduction, une seule fois.
- L'italique est rarement utilisé : mots en langue étrangère, titres d'œuvres, noms de bateaux, etc.
- Les citations ne sont pas en italique mais en corps de texte normal. Elles sont entourées par des guillemets français : « et ».
- Les listes à puces sont à éviter, des paragraphes rédigés étant largement préférés. Les tableaux sont à réserver à la présentation de données structurées (résultats, etc.).
- Les appels de note de bas de page (petits chiffres en exposant, introduits par l'outil «  Source ») sont à placer entre la fin de phrase et le point final[comme ça].
- Les liens internes (vers d'autres articles de Wikipédia) sont à choisir avec parcimonie. Créez des liens vers des articles approfondissant le sujet. Les termes génériques sans rapport avec le sujet sont à éviter, ainsi que les répétitions de liens vers un même terme.
- Les liens externes sont à placer uniquement dans une section « Liens externes », à la fin de l'article. Ces liens sont à choisir avec parcimonie suivant les règles définies. Si un lien sert de source à l'article, son insertion dans le texte est à faire par les notes de bas de page.
- La présentation des références doit suivre les conventions bibliographiques. Il est recommandé d'utiliser les modèles {{Ouvrage}}, {{Chapitre}}, {{Article}}, {{Lien web}} et/ou {{Bibliographie}}. Le mode d'édition visuel peut mettre en forme automatiquement les références.
- Insérer une infobox (cadre d'informations à droite) n'est pas obligatoire pour parachever la mise en page.

Pour une aide détaillée, merci de consulter Aide:Wikification.
Si vous pensez que ces points ont été résolus, vous pouvez retirer ce bandeau et améliorer la mise en forme d'un autre article.
 (février 2021).
 (février 2021).
Si vous disposez d'ouvrages ou d'articles de référence ou si vous connaissez des sites web de qualité traitant du thème abordé ici, merci de compléter l'article en donnant les références utiles à sa vérifiabilité et en les liant à la section « Notes et références ».
Henry Malineanu (Bucarest, Roumanie, 25 mars 1920 - Bucarest, 12 novembre 2000) était un compositeur  de musique légère, comédies musicales, musique de théâtre et film et chef d'orchestre roumain d'origine juive.
Il fut chef d'orchestre aux Théâtres "Baraseum" (en) (1942-1944), "Gioconda" (1944-1948), directeur musical et chef d'orchestre au "Théâtre de Revues" ("Teatrul de Revista") de Bucarest (1950-1958).

## Biographie
Né à Bucarest en 1920, il a étudié parallèlement à son lycée au Conservatoire Royal de Musique sous la direction des grands professeurs Cecilia Nitzulescu-Lupu (violon), Ion Nonna-Otescu (en) (harmonie), Mihail Andricu (musique de chambre)... et fonde à seulement 16 ans son propre groupe de jazz appelé « Tango », puis « Metropol », avec lequel il se produit en direct à la radio.
Un premier contact avec le monde de la scène, dans la troupe du « Nouveau » Théâtre de Calea Văcăreşti lui permet déjà de collaborer avec de grands noms de l’époque tels que le compositeur Max Halm, le metteur en scène Jacob Sternberg, les acteurs Sidi Tal, Stroe și Vasilache (ro).
Rapidement remarqué par le grand compositeur, chef d’orchestre et homme de théâtre Ion Vasilescu (ro), il obtient à 18 ans le poste de pianiste dans l’orchestre du théâtre « Alhambra » et fait ses débuts dans la revue « De la munte la mare » sur la scène du jardin « Colos ». À propos de Mălineanu, Vasilescu déclarera qu’il le considère comme « mon disciple le plus cher, presque un fils ».
L’année 1938 lui apporte également le premier enregistrement de ses propres chansons sur disques Columbia et Electrecord, ainsi que son admission en tant que membre de la Société des compositeurs Roumains après ses premiers succès musicaux: le tango « Iubește-mă așa cum sunt » et la chanson « Întoarce-te curând », écrite pour Lya Craciunescu et reprise par Jean Moscopol ainsi que par le jeune Gică Petrescu. Henry Mălineanu participe régulièrement, avec Ion Vasilescu, à la création de chansons et de numéros musicaux pour les représentations de l’« Alhambra » jusqu’en 1940, puis au « Teatrul Ion Vasilescu » à la comédie musicale « Suflet candriu de papugiu ».
Dans le même temps, il rencontre Eugen Mirea (ro) (1908-1973), parolier et auteur de livrets déjà affirmé, avec qui il collaborera, dans une étroite amitié, plus de 30 ans.
Contraint de quitter officiellement les lumières de la rampe à cause des lois antisémites, il continue à composer et écrire sous la protection d’Ion Vasilescu et sous le pseudonyme de courageuses personnalités de la scène de nombreuses chansons inoubliables dans les revues des théâtres « Alhambra » et « Gioconda » : par exemple  « Astă seară mă fac ‘praf ‘ » est parue avec les paroles, mais aussi la musique signées par le dramaturge Tudor Mușatescu. 
Après la création en 1941 du théâtre juif « Baraşeum » (où il œuvre aux côtés de compositeurs et chefs d'orchestre comme Elly Roman (ro) et Teodor Cosma ), il crée sur la scène de ce théâtre avec Eugen Mirea les revues à succès « Primăvara în Do major », « Dai un ban dar face », « Barașeum ’42 » et « Allo Barașeum » qui lancent des chansons comme « …Că doar n-o să trăiesc cât lumea ! » ou « Pe cine-aș fi iubit, dacă n-ai fi fost tu ?… »
Parallèlement, il collabore avec Ion Vasilescu pour les revues créés par celui-ci au théâtre « Gioconda »: « Gioconda Palace » (1943), « Răpirea Giocondei », « Gioconda iubește », « Giocondita », etc.
Après 1944, il réintègre le théâtre d’Ion Vasilescu en tant que chef d’orchestre et directeur musical associé et participe à la création (cette fois à l’affiche !) de revues appréciées du public tels que Aliații Giocondei » (1945), “Aliații Giocondei » (1945), « Gioconda la Savoy » (1946),  «Giocondele vesele » (1946), etc. dans lesquelles les chansons à succès se suivent: « Ce să fac dacă-mi placi ? », « Primul nostru tango », « Ce bine ne-nțelegem noi doi »,  « Mai dă-mi un telefon », « Fericirea mea e-n mâinile tale », alors qu’au Théâtre « Boema » la revue « Dragoste pe puncte » (1947) lance « Ce cauți tu în viața mea » (plus tard interdit par le régime communiste...), “Adevărata mea dragoste”, « Valsul nostru »…
Il est membre fondateur avec Jack Fulga, Puiu Maximilian, Elly Roman (ro) et Maria Tanase du Théâtre d’État des revues (ou Théâtre d’estrade -1949) et plus tard de l’Ensemble d’estrade (1952), dont il devient le directeur musical entre 1950-1958.  Ainsi il crée la musique du « Spectacle No.1 » (ou « Premier spectacle») qui sera joué plus de trois cents fois, réunissant 150 000 spectateurs.  Parmi les spectacles les plus réussis on peut citer « Le Concert des peuples » (1953). Pour celui-ci il compose « Dragi mi-s cântecele mele », un véritable hymne dédié à la musique roumaine authentique, chanté par l’immortelle Maria Tanase.  
Les revues « Între noi- femeile » (1958), « Concert în re hazliu » (1960), « Expozitie de muzica ușoară » (1963) lancent de nombreuses chansons appréciées par le public (« Mica serenadă », « Am început sa-mbătrânesc », « Cine n-a iubit măcar o dată », « Gama », « Signorina Musica », « E de necrezut », « Îmi placi din ce în ce mai mult » etc)
Des chansons dans lesquelles il combine magistralement les rythmes folkloriques roumains avec des mélodies dansantes dans des orchestrations de jazz lui apportent l’appréciation d’un public encore plus large : « Hop și-așa », « Garofița » (qui est rapidement devenu un succès dans de nombreux pays), « Cele mai frumoase fete » etc.
La longue collaboration avec le théâtre Fantasio de Constanta dirigé par le compositeur Aurel Manolache donne vie aux revues « Revelion în iulie » (1968), « Super Fantasio » (1974), « Veselia n-are vârstă » (1977), « Revista de aur » (1979), « Fantasiada » (1980), « Fantasiorama » (1981), « Nunta la Fantasio » (1984) ainsi que « Cioc, boc, hai la joc » et "Avioane de hârtie" (spectacles pour enfants, 1982 et 1985), qui ont bénéficié d’une large appréciation de la part du public. Dans ces spectacles, il a travaillé avec une équipe de grands noms de la vie scénique roumaine : Eugen Mirea, le metteur en scène Nicuşor Constantinescu, les chorégraphes Oleg Danovschi et Cornel Patrichi, la scénographeTeodora Dinulescu.
Les années 60 voient la naissance de la nouvelle génération d’interprètes roumains de musique légère, pour qui il composera des chansons à grand succès telles que « Nici-o dragoste nu e ca a noastră » (Margareta Pâslaru), « Nimeni » (Doina Badea), « Dacă n-oi trăi acum »(Dan Spătaru). Dans le même temps, des chansons comme « Aș vrea iar anii tinereții » et « Nu se poate » (avec laquelle Ioana Radu a remporté le 1er Prix au Festival de musique légère de Mamaia en 1969) le consacrent comme l’un des auteurs les plus appréciés de romances (chansons lyriques typiquement roumaines). 
Toujours pendant cette période, Henry Mălineanu crée avec Eugen Mirea au Théâtre Nottara les comédies musicales « Lady X », « Au fost odată… două orfeline » (« Il était… deux orphelines ») et « Bună seara domnule Wilde », ces dernières considérées comme des sommets indéniables du genre en Roumanie, plébiscitées par le public, adaptées et reprises par de nombreux théâtres en Roumanie et à l’étranger.
Il est l’auteur de l’opérette « Suflet de artist » (1963), basée sur les chansons et la vie d’Ion Vasilescu, mise en scène au Théâtre d’Opérette de Bucarest et interprétée dans les rôles principaux par Ion Dacian et Silly Popescu.
Henry Mălineanu a également créé la musique de nombreux films et pièces de théâtre (dont l'iconique « Căruța cu paiațe » ou les longevives « Comedie de modă veche » et « Micul infern » qui ont ravi le public plus de cinq cents représentations).
Henry Mălineanu est le grand-père du pianiste français Dimitri Malignan (1998-).

## Œuvres

### Chansons
Henry Mălineanu a composé des centaines de chansons (plus de 450 sont enregistrées à l’Union roumaine des compositeurs et musicologues); voici une liste alphabétique des 100 plus connues,,, avec les auteurs des textes et les interprètes originaux ou notables:
| Adevărata mea dragoste                             | Eugen Mirea                             | Gică Petrescu                     | 1947 |
| Ai și venit la mine, toamnă !...                   | Harry Negrin                            | Dorina Drăghici                   |      |
| Alunița                                            | Jack Fulga                              | George Bunea                      | 1963 |
| Am început să-mbatrânesc                           | Jack Fulga                              | Ioana Radu                        | 1958 |
| Aș vrea iar anii tinereții...                      | Harry Negrin                            | Ioana Radu                        | 1963 |
| Astă seară mă fac «praf» !                         | Henry Mălineanu (ca Tudor Mușatescu)    | Aurel Munteanu                    | 1940 |
| Au r’voir, bye-bye, ciao-ciao !                    | Henry Mălineanu                         | Doina Badea                       | 1971 |
| Barcarola                                          | Henry Mălineanu - Ana Aldea             | Doina Badea                       | 1971 |
| Bunbury                                            | Eugen Mirea                             | George Enache                     | 1971 |
| Că doar n-o să trăiesc cât lumea !                 | Eugen Mirea - Henry Mălineanu           | quartet feminin / Gică Petrescu   | 1942 |
| Calea Griviței                                     | N. Constantinescu - G. Voinescu         | Luigi Ionescu                     |      |
| Ce bine ne-nțelegem noi doi !                      | Eugen Mirea                             | Gică Petrescu                     | 1946 |
| Ce cauți tu în viața mea ?                         | Eugen Mirea - Jack Fulga                | Gică Petrescu                     | 1947 |
| Ce fată !                                          | Sașa Georgescu                          | Dan Spătaru                       |      |
| Ce să fac dacă-mi placi ?!                         | Eugen Mirea                             | Cornelia Teodosiu                 | 1945 |
| Ce ușoară ghicitoare                               | Henry Mălineanu                         | Corina Chiriac                    | 1973 |
| Ce-a fost între noi doi                            | Eugen Mirea                             | Marcela Rusu                      | 1966 |
| Cele mai frumoase fete                             | N. Constantinescu                       | Gică Petrescu                     | 1957 |
| Cine n-a iubit măcar o dată ?                      | Jack Fulga                              | Simona Cassian                    | 1957 |
| Cine știe ?...                                     | N. Constantinescu - Henry Mălineanu     | Dorina Drăghici                   | 1961 |
| Cine umblă prin vecini                             | Harry Negrin                            | Ștefan Bănică                     |      |
| Cine-mi ești, cine-mi ești                         | Jack Fulga                              | Nicolae Nițescu - surorile Kosak  | 1960 |
| Cum am ajuns să te iubesc ?!                       | Eugen Mirea                             | Ștefan Bănică                     |      |
| Cum să fac să mi te scot din gând ?                | Jack Fulga                              | Dorina Drăghici                   | 1958 |
| Dacă ajung la inima ta !...                        | Sașa Georgescu                          | Dan Spătaru                       |      |
| Dacă mă făcea mama băiat !                         | Harry Negrin                            | Cristina Stamate                  | 1971 |
| Dacă marea ar putea vorbi                          | Sașa Georgescu                          | Nina Șerban                       |      |
| Dacă n-oi trăi acum !...                           | Eugen Mirea                             | Dan Spătaru                       |      |
| Dacă nici tu nu mă-nțelegi !                       | Jack Fulga                              | George Bunea                      |      |
| Dacă te am pe tine...                              | Henry Mălineanu                         | Stela Popescu - Horia Șerbănescu  |      |
| Dacă ții puțin la mine                             |                                         |                                   |      |
| De la mine pân’ la tine (Dorul)                    | Eugen Mirea                             | Nicolae Nițescu - Sorina Dan      |      |
| Deschide, deschide fereastra                       | Henry Mălineanu                         | Gică Petrescu / Doina Badea       | 1962 |
| Din zi în zi                                       | Eugen Mirea - Jack Fulga                |                                   | 1949 |
| Diseară să mergem să dansăm                        | Harry Negrin - Jack Fulga               | Ilinca Cerbacev - Ovid Teodorescu |      |
| Dragi mi-s cântecele mele !                        | Eugen Mirea                             | Maria Tanase                      | 1953 |
| Drăguț din partea ta                               | Eugen Mirea                             | Marcela Rusu                      | 1966 |
| E de necrezut !                                    | Jack Fulga                              | Mihaela Oancea                    | 1960 |
| Embrasse-moi, baby !                               | Henry Mălineanu                         | Cristina Stamate                  | 1971 |
| Femeie                                             | Lucian Blaga                            | Luigi Ionescu                     |      |
| Fericirea mea e-n mâinile tale                     | Eugen Mirea                             | Cornelia Teodosiu                 |      |
| Frumoasă-i viața în București                      | Henry Mălineanu                         | Gică Petrescu                     |      |
| Gama                                               | Eugen Mirea - Henry Mălineanu           |                                   | 1951 |
| Garofița                                           | Eugen Mirea - Jack Fulga                | Gică Petrescu                     | 1952 |
| Gentleman                                          | Eugen Mirea                             | Aurelian Andreescu                | 1971 |
| Hop și-așa !                                       | M. Ciru                                 | Gică Petrescu                     |      |
| Ia mai toarnă-un păhărel !                         | Henry Mălineanu                         | Gică Petrescu                     |      |
| Ia-mă cu tine                                      | Henry Mălineanu                         | Anca Agemolu, Aurelian Andreescu  | 1971 |
| Îmi placi din ce în ce mai mult !...               | Jack Fulga                              | Jean Păunescu                     |      |
| În seara aceea                                     | Eugen Mirea                             | Dorel Livianu                     |      |
| Indiscreție (Mă-ntreabă marea unde ești)           | Henry Mălineanu                         |                                   |      |
| Inimă nestatornică                                 | Harry Negrin                            | Doina Badea                       |      |
| Întoarce-te curând                                 | Henry Mălineanu                         | Gică Petrescu, Jean Moscopol      | 1939 |
| Iubito !                                           | Harry Negrin                            | Luigi Ionescu                     | 1962 |
| La chansonnette de Paris                           | Henry Mălineanu                         | Gică Petrescu                     |      |
| La mare                                            | George Voinescu- N. Constantinescu      | Luigi Ionescu - Mara Ianoli       |      |
| La mare, cu tine !                                 | Henry Mălineanu                         | Alexandru Arsinel                 |      |
| Lasă... (Lasă supărarea)                           | Henry Mălineanu                         | Gina Pătrașcu                     |      |
| Love                                               | Eugen Mirea                             | Corina Chiriac                    | 1971 |
| M-oi fi îndrăgostit                                | Henry Mălineanu                         | Rodica Paliu                      | 1963 |
| Mă mai iubești sau nu ?                            | Henry Mălineanu                         | Aida Moga                         |      |
| Madona                                             | Jack Fulga                              | Dorina Ionescu                    | 1958 |
| Mai dă-mi un telefon                               | Eugen Mirea                             | Valerica Cevie / Ștefan Bănică    | 1946 |
| Marinică                                           | E. Mirea - J. Fulga - N. Constantinescu | quartet feminin (Dorina Drăghici) | 1950 |
| Mi-a venit mintea acasă                            | Harry Negrin                            | Dan Spătaru                       |      |
| Mi-e dor astă seară de-un chef cum știu eu         | Eugen Mirea                             | Virginica Popescu - Gică Petrescu | 1947 |
| Mica serenadă                                      | Jack Fulga                              | M.Cotariu - Mary Sereea           | 1958 |
| Mie-mi place să trăiesc                            | Jack Fulga                              | Gică Petrescu                     | 1965 |
| Mon ami le temps                                   | Henry Mălineanu                         | Henry Malineanu                   | 1975 |
| Mon amour, mon amour                               | Eugen Mirea                             | Marcela Rusu                      | 1966 |
| Nani-nani                                          | Harry Negrin                            | Ștefan Bănică                     | 1971 |
| Nicăieri                                           | Harry Negrin                            | Doina Badea                       |      |
| Nici-o dragoste nu e ca a noastră                  | Harry Negrin - Jack Fulga               | Constantin Drăghici               |      |
| Nimeni                                             | Harry Negrin                            | Doina Badea                       |      |
| Noua «Garofiță», noul «Hop și-așa» !               | Henry Mălineanu                         | Gică Petrescu                     |      |
| Nu se poate !...                                   | Henry Mălineanu                         | Ioana Radu                        | 1969 |
| Nu-i nimic !...                                    | Henry Mălineanu                         | Ștefan Bănică                     |      |
| Nu-mi mai doresc nimic                             | Henry Mălineanu                         | Luminița Dobrescu                 | 1969 |
| Nu-ți pierde capul după mine                       | Henry Mălineanu                         | Cristina Stamate                  | 1971 |
| O fată mai găsești, dar un prieten, nu !           | N. Constantinescu - Henry Mălineanu     | Jean Păunescu, Therese Steinmetz  | 1969 |
| O melodie dintr-o mie                              | Harry Negrin                            | Aurelian Andreescu                | 1963 |
| O mie de viori                                     | Harry Negrin                            | Luigi Ionescu                     |      |
| Paris de mes amours                                | Eugen Mirea                             | Gică Petrescu                     | 1943 |
| Pe cine-aș fi iubit ?!... (dacă n-ai fi fost tu ?) | Eugen Mirea                             | Gică Petrescu - Silly Popescu     | 1946 |
| Pe poteca dragostei                                | N. Constantinescu - Henry Mălineanu     |                                   |      |
| Primul nostru tango                                | Eugen Mirea                             | Elisabeta Hentia - Puiu Serbu     | 1946 |
| Radu tatii militar                                 | Sasa Georgescu                          | Gică Petrescu                     | 1974 |
| Sa trăiască, sa trăiască, veselia românească !     | Horia Șerbănescu                        | Stela Popescu - Horia Șerbănescu  | 1987 |
| Signorina Musica                                   | Jack Fulga                              | George Bunea                      | 1961 |
| Te iubesc până la moarte...                        | Harry Negrin                            | Doina Badea                       | 1971 |
| Te rog să-ți amintești                             | Jack Fulga                              | Dorina Drăghici                   |      |
| Te-am găsit și te voi păstra                       | Harry Negrin - Jack Fulga               | Luigi Ionescu                     | 1964 |
| Ți-ai făcut păcat cu mine                          | Jack Fulga                              | Simona Cassian                    | 1958 |
| Toată tinerețea mea ești tu                        | Harry Negrin                            | Margareta Pâslaru                 | 1966 |
| Toți copiii Pământului                             | Henry Mălineanu                         | Formația „Cireșarii“              | 1983 |
| Valsul nostru                                      | Eugen Mirea - Jack Fulga                | Gică Petrescu                     | 1947 |
| Viața e cel mai frumos roman                       | Jack Fulga                              | Alla Baianova                     | 1962 |
| Vorbește-mi despre tine                            | Eugen Mirea                             | Marcela Rusu                      | 1966 |
| Zi-i una mai săltăreață !                          | Henry Mălineanu                         | Gică Petrescu                     |      |

### Comédies musicales
Henry Mălineanu a signé sur les livrets d’Eugen Mirea les comédies musicales  : "Au fost odată... două orfeline" (1965, mise en scène par Sanda Manu), "Bună seara, domnule Wilde !" (1971, mise en scène par Alexandru Bocăneț), "Lady X" (1974, mise en scène par George Rafael), au Théâtre Nottara.
Dans l’adaptation française d’Eugène Mirea et mises en scène par Jacques Fabbri, « les deux orphelines » ont été présentées en 1969 au Théatre des varietés de Paris sous le titre « Il était... deux orphelines ».

### Musique de théâtre
Henry Malineanu crée pour le Théâtre National de Bucarest dans la mise en scène de Mihai Berechet la musique des pièces : "Căruța cu paiațe", "Comedie de modă veche", "Drumul singurătății", "Infernalul mecanism", "Autorul e în sală", "Act venețian", dans la mise en scène d’ Andrei Serban : « La cerisaie », et pour le Théâtre Nottara :  "Micul infern", "Amintirile Sarei Bernhardt", "Citadela sfărâmată", "Sentimente și naftalină", "Mizerie și noblețe", toutes dirigées par Mihai Berechet.
Parmi bien d’autres collaborations notables : "Infidelitate conjugală" au Théâtre Bulandra, "Umor pe sfori", "2-0  pentru noi", "Milioanele lui Arlechin", "Mica sirenă" au Théâtre Țăndărică, "Eu sunt tatăl copiilor", "Școala calomniei", etc.

### Musique de film
Il a composé la musique des films: Marinică (1955), Șurubul lui Marinică (1956), Portretul unui necunoscut (1960), O zi pierdută (1960), Lada cu zestre (1961), Post restant (1961), Gaudeamus igitur (1965), Șeful sectorului suflete (1967), De trei ori București (1967), Pantoful Cenușăresei (1969), Răutăciosul adolescent (1969)

## Distinctions et prix
Lauréat du Prix d’État (1953), Artiste émérite (1962), lauréat du Festival de musique de Mamaia (1963, 1964, 1969, 1971, 1984) et Targoviste (1980) ainsi que du Prix de l’Union des compositeurs roumains (1971, 1977, 1978, 1991 pour toute activité musicale).